# 158e division d'infanterie (Allemagne)
La 158e division de réserve (en allemand : 158. Reserve-Division ou 158. ResDiv.) est une des divisions de réserve de l'armée allemande (Wehrmacht) durant la Seconde Guerre mondiale.

## Historique
- 27 août 1939 : La division est formée à Liegnitz dans le Wehrkreis VIII, en tant que division de l'Armée de remplacement sous le nom de Kommandeur der Ersatztruppen VIII
- 10 novembre 1939 : L'état-major est renommé en 158. Division
- 6 janvier 1940 : L'état-major est renommé en Division Nr. 158
- 1er octobre 1942 : Avec son reclassement en armée de réserve, la division prend le nom de 158. Reserve-Division
- 2 juillet 1944 : La division est utilisée pour former la 16e Volksgrenadier Division.

## Organisation

### Commandants
| Date                          | Grade           | Commandant    |
| ----------------------------- | --------------- | ------------- |
| 4 juin 1940 - 1er mai 1942    | Generalleutnant | Josef Rußwurm |
| 1er mai 1942 - ? octobre 1942 | Generalleutnant | Ernst Häckel  |
| ? octobre 1942 - 9 mai 1943   | Generalleutnant | Ernst Häckel  |
| 9 mai 1943 - 31 mai 1943      | Generalmajor    | Edgar Arndt   |
| 31 mai 1943 - ? août 1944     | Generalleutnant | Ernst Häckel  |

## Théâtres d'opérations
- Silésie : juin 1940 - février 1941
- France : février 1941 - octobre 1942
- France : octobre 1942 - août 1944. Elle est stationnée à Strasbourg et prend part à l'occupation de la France de Vichy. Elle est plus tard stationnée le long des côtes du golfe de Gascogne et intègre la colonne Elster lors du repli général des forces d'occupations allemandes du sud-ouest de la France.

## Ordres de bataille
- Reserve-Grenadier-Regiment 18
- Reserve-Grenadier-Regiment 213
- Reserve-Grenadier-Regiment 221
- Reserve-Artillerie-Regiment 18
- Reserve-Radfahrschwadron 1058
- Peserve-Pionier-Bataillon 213
- Reserve-Divisions-Nachschubführer 1058

Janvier 1941
- Infanterie-Ersatz-Regiment 18
- Infanterie-Ersatz-Regiment 62
- Infanterie-Ersatz-Regiment 213
- Infanterie-Ersatz-Regiment 221
- Artillerie-Ersatz-Regiment 18
- Pionier-Ersatz-Bataillon 213

Mi-1940
- Infanterie-Ersatz-Regiment 18
- Infanterie-Ersatz-Regiment 62
- Infanterie-Ersatz-Regiment 213
- Infanterie-Ersatz-Regiment 221
- Artillerie-Ersatz-Regiment 18
- Kavallerie-Ersatz-Abteilung 8
- Panzer-Ersatz-Abteilung 15
- Panzerabwehr-Ersatz-Abteilung 8
- Pionier-Ersatz-Bataillon 8
- Pionier-Ersatz-Bataillon 28
- Pionier-Ersatz-Bataillon 213
- Nachrichten-Ersatz-Abteilung 8
- Nachrichten-Ersatz-Abteilung 28
- Kraftfahr-Ersatz-Abteilung 8
- Kraftfahr-Ersatz-Abteilung 28
- Fahr-Ersatz-Abteilung 8
- Fahr-Ersatz-Abteilung 28
- Bau-Ersatz-Bataillon 8
- Bau-Ersatz-Bataillon 28
- Brückenbau-Ersatz-Bataillon 3